# Windhof
Windhof (en luxemburguès: Wandhaff) és una vila al sud de la comuna de Koerich i el sud-oest de Luxemburg. Es troba a la carretera N6 des de Ciutat de Luxemburg a Arlon a Bèlgica. Encara que només era un petit conjunt de cases fins fa uns 20 anys, s'està expandint ràpidament com una àrea de desenvolupament de negocis coneguda com a «Ecoparc Windhof».

## Localització
Ecoparc Windhof es troba a 15 quilòmetres de la ciutat de Luxemburg en una posició estratègica per al transport i les comunicacions a la carretera que uneix la Ciutat de Luxemburg amb Arlon a la vora de la concorreguda ruta europea E25 que uneix Luxemburgo Arlon i Brussel·les. Windhof, a una alçada de 334 metres, és el punt més alt en els voltants.

## Història
La seva història es remunta a l'època romana, a causa de la seva ubicació al Kiem o calçada romana de Trèveris a Reims. Fa alguns anys, un molló romà va ser trobat al Kiem entre Capellen i Windhof. El camí va ser probablement construït en el segle i aC, però es va fer particularment important als segles iii i iv quan Trèveris s'havia establert com una residència imperial.
Un mapa de 1778 es refereix a Windhof d'avui com Koericher Heyde. La carretera a Arlon va ser construïda el 1790, lleugerament al nord de la calçada romana, en aquest mateix lloc va ser on es van edificar les primeres cases. A la dècada de 1970, l'autopista d'Arlon amb una sortida a només 1 km al sud de Windhof va ser construïda. Designada l'autopista A6 o ruta europea E25 uneix Ciutat de Luxemburg amb Brussel·les.